# Contubérnio
Contubérnio (em latim: contubernium) foi a menor unidade de soldados do exército romano, criada com as reformas de Caio Mário em 107 a.C.. Foi composta por oito legionários, chamados contubernais, uma mula para carregar a tenda e dois auxiliares responsáveis pelos suprimentos e animais da unidade. Além deles, deduz-se que havia 2 escravos associados com cada contubérnio.
Um conjunto de 10 contubérnios formavam uma centúria. Os contubernais eram liderados por um decano (mais tarde chamado "chefe dos contubérnios" [caput contubernii]), um oficial júnior não-comissionado. Cada soldado portava duas estacas e ferramentas para cavar de modo que pudessem estabelecer acampamento toda noite.